# Guy Bertil
Bertil Guy Soderqvist dit Guy Bertil, né le 11 janvier 1934 à Asnières-sur-Seine et mort le 13 août 2022 à Quimperlé, est un acteur français.

## Filmographie
- 1955 : Le Long des trottoirs de Léonide Moguy - (Jean-Pierre)
- 1956 : Club de femmes de Ralph Habib - (Daniel)
- 1956 : Elisa de Roger Richebé d'après "La Fille Élisa" d'Edmond de Goncourt - (Le jeune homme)
- 1957 : Lorsque l'enfant paraît de Michel Boisrond - (Georges Fouquet)
- 1957 : C'est arrivé à 36 chandelles d' Henri Diamant-Berger - (Hugues)
- 1957 : Les Œufs de l'autruche de Denys de La Patellière - (Le journaliste)
- 1958 : Sacrée Jeunesse d'André Berthomieu - (Jean-Paul Longué)
- 1958 : Taxi, roulotte et corrida  d'André Hunebelle - (Jacques Berger)
- 1959 : La Jument verte de Claude Autant-Lara - (Toucheur, un franc-tireur)
- 1959 : Mon pote le gitan de François Gir - (Théo Védrines)
- 1961   Sans cérémonie : Paul
- 1961 : Ma femme est détective de Jean-Paul Sassy - court métrage -
- 1960 : La Bride sur le cou de Jean Aurel et Roger Vadim
- 1962 : L'amour à la mer de Guy Gilles
- 1974 : Les Onze mille verges d'Éric Lipmann d'âprès Guillaume Apollinaire

## Théâtre
- 1955 : L’Amour fou ou la première surprise d'André Roussin, mise en scène de l'auteur, Théâtre de la Madeleine
- 1957 : La Magicienne en pantoufles de John Van Druten, mise en scène Louis Ducreux, Théâtre des Ambassadeurs
- 1958 : Am Stram Gram d'André Roussin, mise en scène de l'auteur, Théâtre des Nouveautés
- 1959 : Oscar de Claude Magnier, mise en scène Jacques Mauclair, tournée Karsenty, Théâtre des Célestins
- 1961 : Oscar de Claude Magnier, mise en scène Jacques Mauclair, Théâtre de la Porte-Saint-Martin
- 1962 : Les Oiseaux rares de Renée Hoste, mise en scène Alfred Pasquali, Théâtre Montparnasse
- 1962 : Oscar de Claude Magnier, mise en scène Jacques Mauclair, Théâtre en Rond
- 1963 : La Femme d'un autre de Fiodor Dostoïevski, mise en scène André Charpak,  Théâtre Récamier
- 1979 : Mes américaines à moi de Guy Bertil, mise en scène de l'auteur, Coupe-Chou Beaubourg